# Искусство быть счастливым
«Искусство быть счастливым. Руководство для жизни» (англ. The Art of Happiness. A Handbook for Living) — книга, написанная Далай-ламой XIV и психиатром Говардом Катлером, на основе их бесед. В книге Катлер широко цитирует ответы Далай-ламы на свои вопросы, описывая детали обстановки, в которой проходили интервью, и добавляя собственные размышления по поднимаемым вопросам.
В течение 37 недель 1999 года книга входила в число бестселлеров по версии New York Times.

## Содержание книги
Книга состоит из пяти частей:
1. Смысл жизни
2. Человеческая теплота и сочувствие
3. Трансформация страдания
4. Преодоление препятствий
5. Заключительные размышления о том, как жить духовной жизнью.

Далай-лама много путешествует по миру и часто начинает свои лекции, говоря, что он чувствует, что знает каждого человека в аудитории как своего брата или сестру, потому что он знает, что они также хотят счастья, как и он сам. Первая глава первой части книги Искусство быть счастливым начинается со слов:
Я считаю, что основная цель человеческой жизни — счастье. Это очевидно. Независимо от того, кто мы — атеисты или верующие, буддисты или христиане, — все мы ищем чего-то лучшего в жизни. Таким образом, по моему мнению, основное движение в нашей жизни — это движение к счастью…
Смысл идеи, формулы, предлагаемой Далай-ламой, в целом состоит в следующем:

Вообще говоря, начинать следует с определения факторов, которые ведут к счастью, и факторов, которые ведут к страданию. После этого необходимо постепенно исключить из своей жизни те факторы, которые ведут к страданию, и усилить те, которые ведут к счастью. В этом — смысл моей идеи.
Оригинальный текст (англ.)Generally speaking, one begins by identifying those factors which lead to happiness and those factors which lead to suffering. Having done this, one then sets about gradually eliminating those factors which lead to suffering and cultivating those which lead to happiness. That is the way.

## Продолжения книги
После успеха Искусства быть счастливым Далай-лама опубликовал близкую по теме и стилю книгу — Этика для нового тысячелетия, которая была бестселлером в США в течение семи недель.
Сиквелом к книге является Искусство быть счастливым на работе (The Art of Happiness at Work), написанная также в соавторстве с Говардом Катлером, изданная на английском языке в 2003 году, и переведенная на русский в 2007.
В 2009 году вышла Искусство быть счастливым в беспокойном мире (The Art of Happiness in a Troubled World) в серии «Искусство быть счастливым».